# Badwater Ultramarathon

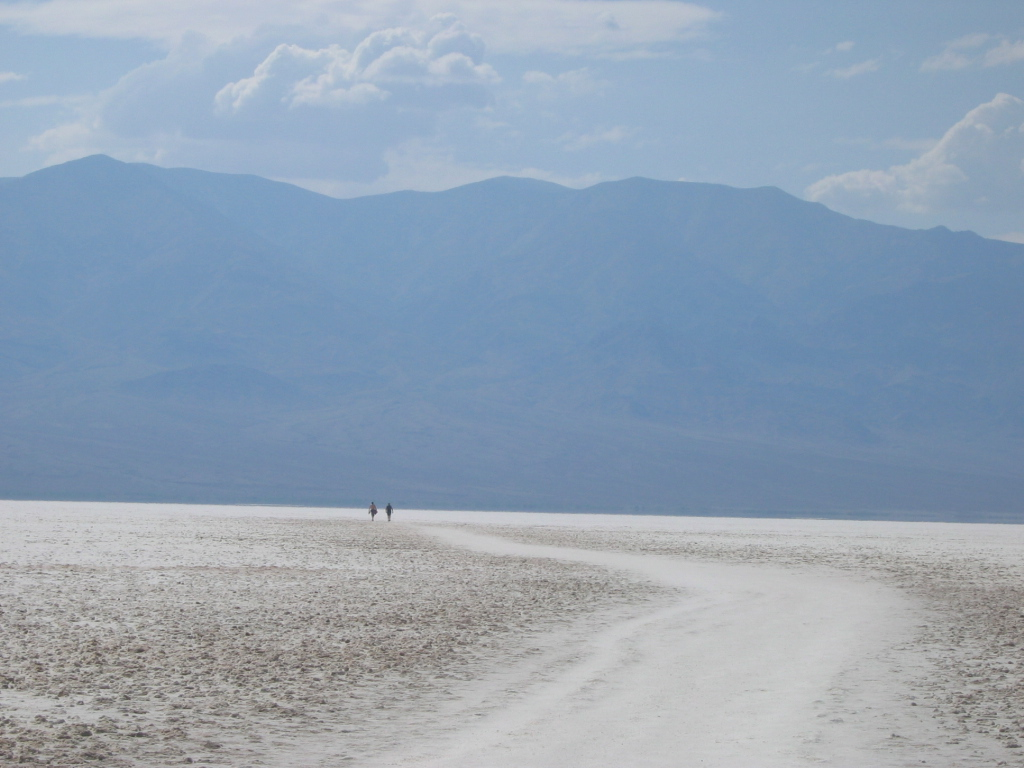
Badwater Basin – start

Badwater Ultramarathon bývá označován za nejtěžší běžecký závod na světě. Jeho trať dlouhá 217 km začíná v 86 m pod hladinou moře v Badwater Basin v kalifornském Death Valley a končí v nadmořské výšce 2550 m na Whitney Portal. Je tak spojnicí mezi nejnižším bodem Severní Ameriky a nejvyšší horou USA (bez Aljašky) Mount Whitney. Závod se koná každoročně v červenci, kdy zde panuje extrémní horko a teploty mohou dosáhnout až 54 °C. Celkové převýšení činí 4000 m.

## Historie

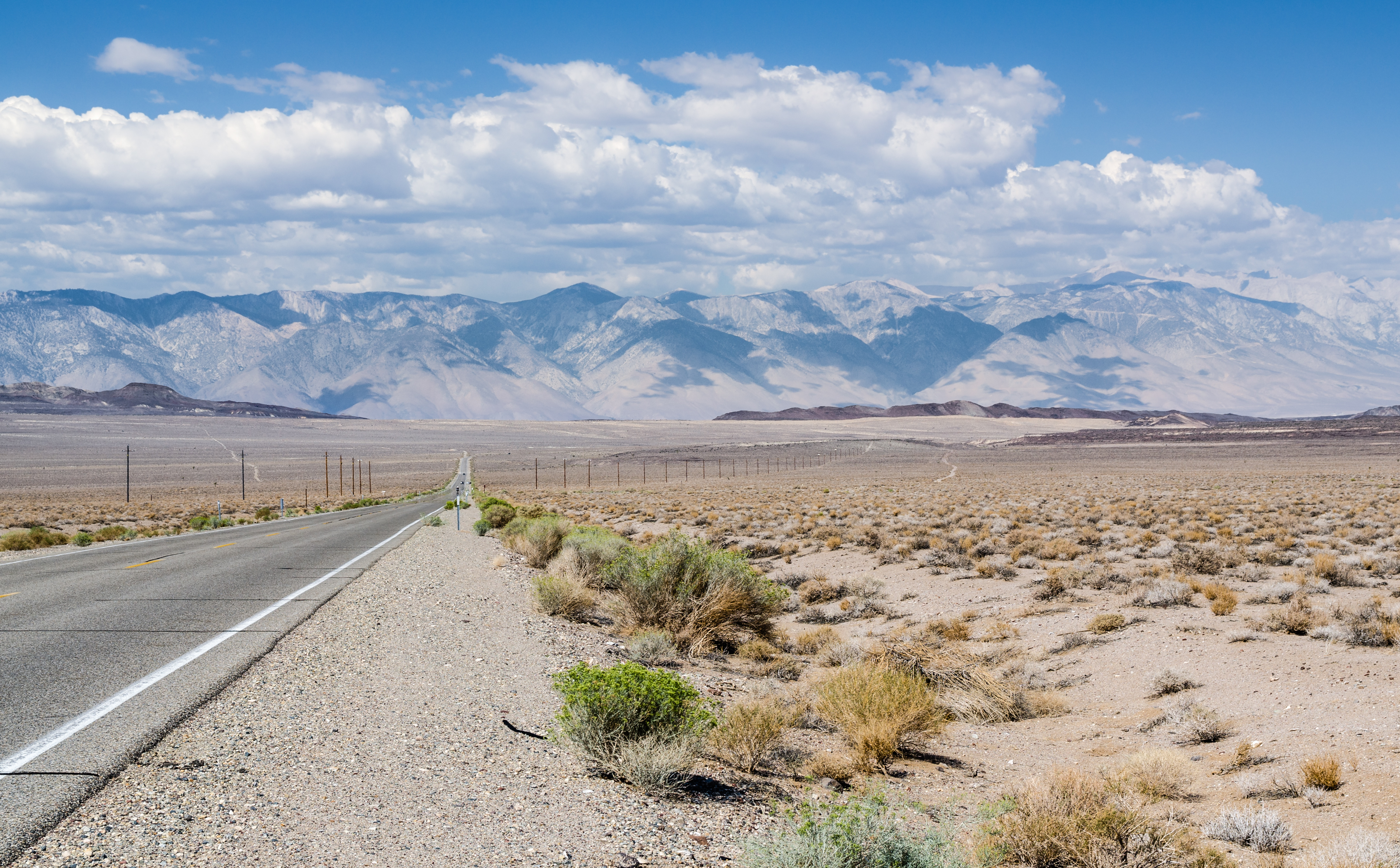
Trasa poblíž checkpointu #4 na 117. kilometru u Panamint Springs

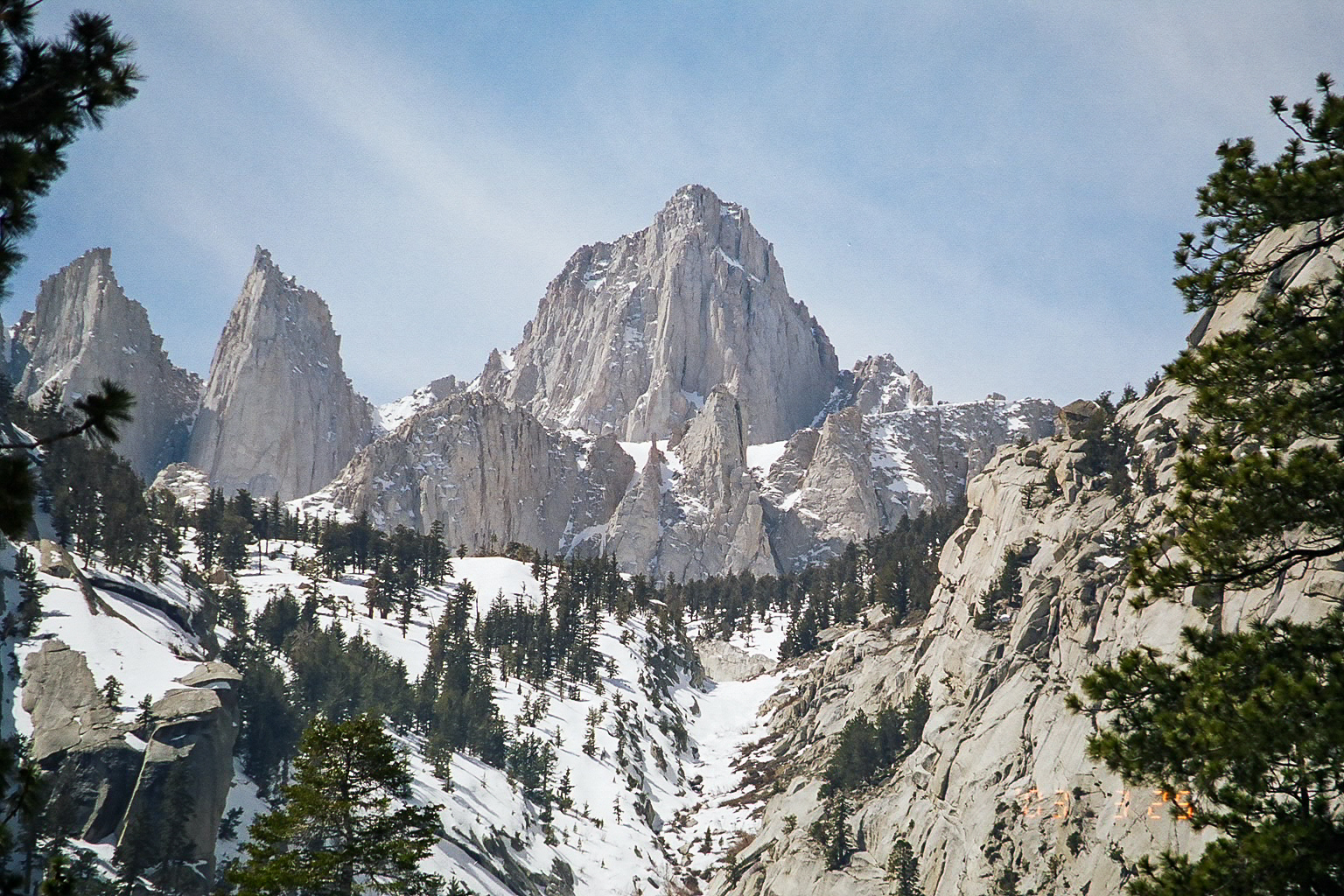
Mt. Whitney – cílem závodu je Whitney Portal, asi 1900 výškových metrů pod vrcholem

Trasu mezi nejnižším a nejvyšším bodem USA (bez Aljašky), tedy mezi Badwater Basin (-86 m) a vrcholem Mt. Whitney (4421 m) v délce 235 km se poprvé pokusil uběhnout Al Arnold v roce 1974. Po 29 km ale pokus ukončil kvůli těžké dehydrataci. Po intenzivním saunovém tréninku a pouštní aklimatizaci se o zdolání této vzdálenosti pokusil znovu. Tentokrát uběhl 80 km, ale zastavilo ho zranění kolene.
V roce 1977 se stal prvním člověkem, který trať úspěšně zdolal. Na vrcholu Mt. Whitney stanul 84 hodin po startu z Badwater Basin.
Jako druhý trať absolvoval v roce 1981 Jay Birmingham. Čas snížil na 75 hodin a 34 minut.
V roce 1987 dostal závod oficiální podobu. Dne 31. července ráno stálo na startu už pět běžců – tři muži a dvě ženy. Nejlepšího času dosáhla Eleanor Adams, 53:03. Gill Cornell z Kalifornie, který se vydal na trať už večer před startem (což je v rozpáleném Death Valley obrovská výhoda), ji uběhl za 45:15.
Během prvních let závodu nebyla mezi Badwater a Mt. Whitney specifikována žádná konkrétní trasa. Od roku 1989 byl závod zkrácen z původních 146 mil (235 km) na 135 mil (217 km), a je proto nazýván Badwater 135. Je už také stanovena jednotná trať.

## Pravidla
Účastnit se závodu je možné pouze na pozvání, startovní pole je omezeno. Poptávka obvykle převyšuje počet volných míst.
Na trati není závodníkům poskytována žádná podpora. Každý si musí zajistit vlastní doprovodnou posádku a vozidlo.
V minulosti měli běžci na dokončení tratě 60 hodin, v současnosti je to již jen 48 hodin.

## Rekordy
Rekord na delší variantu závodu (235 km/146 mil) drží od roku 1991 Marshall Ulrich: 33:54. Rekord pro kratší trasu (217 km/135 mil) je 21:33 minut a drží jej Yoshihiko Ishikawa. Ženský rekord stanovila v roce 2023 Ashley Paulson, je to 21:44. V některých ročnících byla žena celkovou vítězkou, podařilo se to např. Pam Reed v roce 2002 a 2003.
V posledních ročnících soutěžilo v každém závodě asi 90 běžců. Cíle dosáhlo 60–80 % z nich. Nikdo nezemřel.

## Čeští závodníci
- Daniel Orálek, 2010, 10. místo, čas 30:47[3]
- Michal Činčiala, 2019, 37. místo, čas 36:48[4]
- Jiří Hálek, 2022, 23. místo, čas 35:36
- Milan Šumný, 2025, 5. místo, čas 24:57
- Jakub Řeháček, 2025, 85. místo, čas 44:55
- Karla Kent, 13 účastí a doběhů 2012 - 2025